# انتخاب رهبری حزب محافظه‌کار بریتانیا (۲۰۱۹)

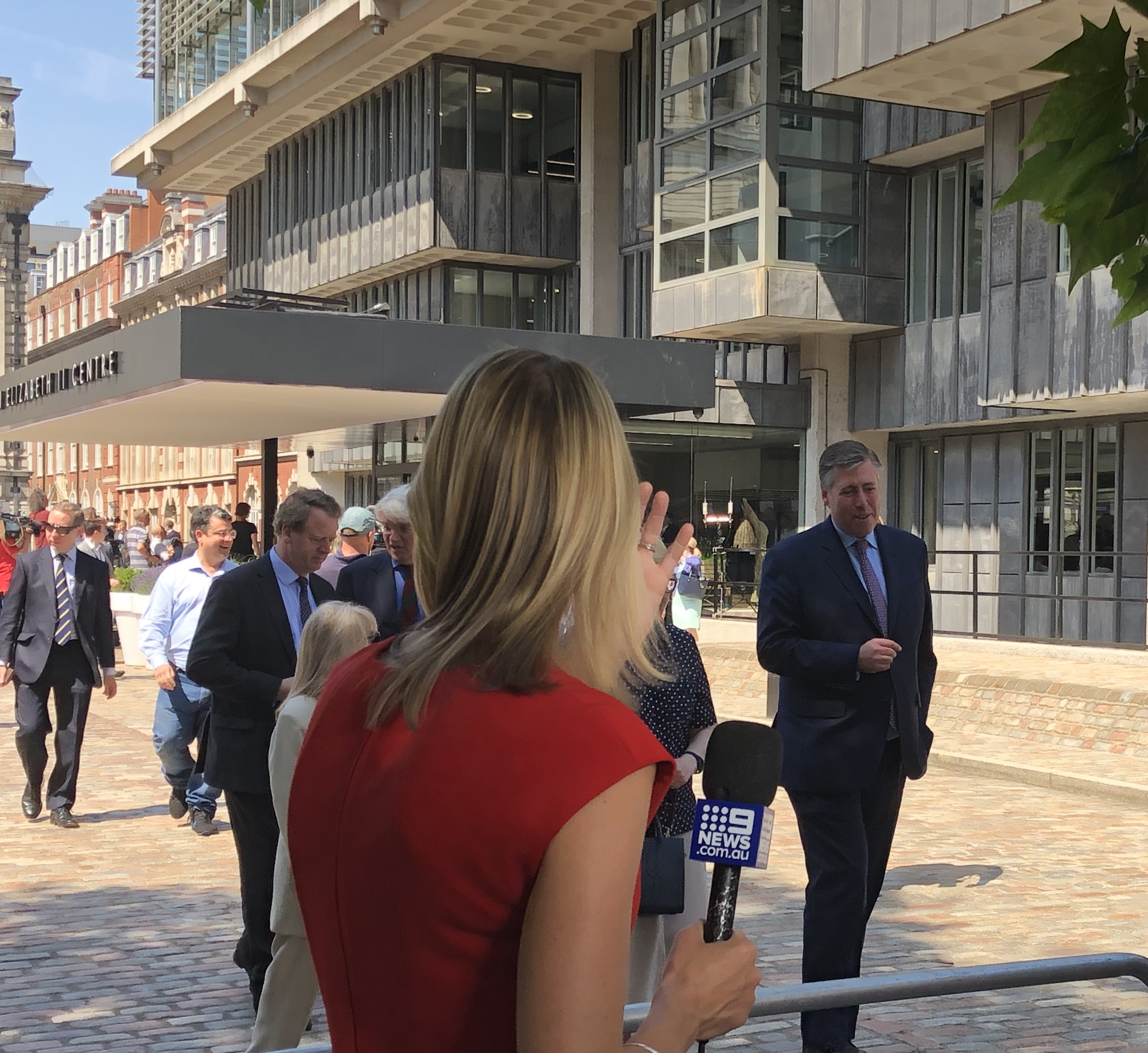
رهبر محافظه کار بریتانیا

انتخاب رهبری حزب محافظه‌کار بریتانیا (به انگلیسی: 2019 Conservative Party leadership election) پس از آن که ترزا می رهبر حزب محافظه کار در روز ۲۴ مه ۲۰۱۹ از سمت خود استعفا داد. حزب محافظه‌کار (بریتانیا) در تاریخ هفتم ژوئن انتخاب رهبری حزب را برای برعهده گرفتن نخست‌وزیری بریتانیا آغاز کرد و در تاریخ دهم ژوئن ۱۰ کاندید برای این سمت معرفی شد. در نخستین رای‌گیری اعضای حزب که در تاریخ ۱۳ ژوئن برگزار شد و در روزهای بعد تا بیستم ژوئن ادامه پیدا کرد، بدین‌ترتیب نامزدها به دو نفر کاهش یافتند. در نهایت اعضای حزب در روز ۲۳ ژوئیه نظر نهایی خود را برای انتخاب رهبری حزب محافظه کار اعلام کرد، و بوریس جانسون را به عنوان رهبر جدید حزب محافظه‌کار (بریتانیا) انتخاب کردند و تقریباً جانسون با اکثریت قاطع و کسب دو برابر آرای جرمی هانت اپوزیسیون خود به پیروزی دست یافت . انتظار می‌رود با کناره‌گیری رسمی ترزا می از مقام نخست‌وزیری، ملکه بریتانیا بوریس جانسون را به این سمت منصوب کند.